# Jacques de Kadt
Jacques de Kadt (Oss, 30 juli 1897 – Santpoort, 16 april 1988) was een Nederlandse journalist, publicist en politicus.

## Levensloop en voornaamste werken
In 1919 werd hij lid van de Communistische Partij Holland. Hij werd zeer actief binnen de verschillende communistische stromingen in Nederland. In 1935 publiceerde hij zijn eerste hoofdwerk Van tsarisme tot stalinisme, dat een volledige afrekening met de communistische leer behelsde. Sindsdien ontwikkelde hij zich tot fel bestrijder van de communistische dictaturen, met name de Sovjet-Unie.
Kort voor het uitbreken van de Tweede Wereldoorlog publiceerde De Kadt, van Joodse afkomst, zijn tweede hoofdwerk Het fascisme en de nieuwe vrijheid. Hierin gaf hij een analyse van de ideologische karaktertrekken van het fascisme en het nationaalsocialisme, zoals deze zich hadden ontwikkeld in respectievelijk Italië onder Mussolini en Duitsland onder Hitler. In dit boek voorspelde De Kadt dat de Tweede Wereldoorlog op korte termijn zou uitbreken, dat deze ongeveer vijf jaar zou duren en dat Hitler hem zou verliezen door interventie van de Verenigde Staten van Amerika. Dit alles kwam uit.
Ten tijde van de Duitse aanval op Nederland in 1940, zag De Kadt kans om met zijn ouders en twee broers in mei 1940 naar het Verenigd Koninkrijk te ontkomen. Vandaar reisden zij door naar Nederlands-Indië. Tijdens de Japanse bezetting van Nederlands-Indië was De Kadt geïnterneerd. Zijn ouders en oudste broer overleefden de internering niet. De Kadt keerde in 1946 terug naar Nederland en werd lid van de PvdA. Van 1948 tot 1963 was hij Tweede Kamerlid voor de PvdA en buitenlandwoordvoerder voor deze partij. In de door Geert van Oorschot uitgegeven culturele tijdschriften Libertinage en later Tirade schreef hij uitvoerige politieke beschouwingen. Hij was een fel tegenstander van minister van Buitenlandse Zaken Jozef Luns die hardnekkig wilde vasthouden aan Nederlands-Nieuw-Guinea.
Op 29 april 1959 werd hij benoemd tot Ridder in de Orde van de Nederlandse Leeuw.
Na de opkomst van Nieuw Links verliet De Kadt in 1969 de PvdA. Hij sympathiseerde met de in reactie op Nieuw Links opgerichte partij DS'70, maar zag af van lidmaatschap.
In 1972 publiceerde hij zijn derde hoofdwerk De politiek der gematigden waarin hij, zoals de titel aangeeft, nog eenmaal uiteenzette om welke redenen de werkelijk democratisch geregeerde naties zich gewapend moesten houden om de totalitaire dreigingen van links én rechts te kunnen neutraliseren en indien noodzakelijk in een gewapend conflict te verslaan. Opvallend in dit boek is dat hij weliswaar onverkort vasthield aan zijn al vóór de Tweede Wereldoorlog ingenomen standpunt dat de vrijheid van de Westerse wereld alleen kon worden gegarandeerd door de Verenigde Staten, maar tegelijk de politieke klasse van dit land in hoge mate onbekwaam oordeelde om de wereld naar een betere toekomst te leiden.
Naast genoemde hoofdwerken publiceerde De Kadt nog meer boeken en brochures en ruim 1500 kortere en langere artikelen, waarin hij zich ontpopte als chroniqueur van het alledaagse politieke leven in binnen- en buitenland. Hij was ook redacteur van het literair tijdschrift Tirade en medewerker van Hollands Maandblad.